# Camilla Läckberg
Camilla Läckberg (* 30. srpna 1974 Fjällbacka, Švédsko) je švédská spisovatelka detektivních románů.

## Životopis
Narodila se ve městě Fjällbacka v Bohuslänu. Vystudovala Göteborskou univerzitu a získala titul z ekonomie. Přestěhovala se do Stockholmu, kde pracovala jako manažerka pro společnost Telia a Fortum. Po absolvování kurzu tvůrčího psaní Jak napsat zločin se rozhodla věnovat literární tvorbě. Již měla rozepsán román Ledová princezna. Hlavními postavami série detektivních příběhů jsou spisovatelka Erica Falcková a detektiv Patrik Hedström. Děj se odehrává v přímořském městečku, autorčině rodné Fjällbacce.
Se spisovatelkou Denise Rudbergovou uváděla také televizní pořad o literatuře s názvem Läckberg & Rudberg. V roce 2012 se zúčastnila švédské verze Dancing With the Stars (Když hvězdy tančí).
V roce 2011 napsala knihu pro děti, Super-Charlie - Příběhy neobyčejného miminka. Z miminka se stane s „pomocí hvězdného prachu“ superhrdina – neobyčejný Super-Charlie. Autorka napsala dalších deset pokračování. Super-Charlie se stal inspirací pro napsání dvou popových písní, Super-Charlie a Fly With Me, produkované švédskou hudební producentkou Pelle Nylén, se kterou Camilla spolupracuje.
Společně s přítelem z mládí, známým kuchařem Christianem Hellbergem, napsala dvě kuchařky.
V roce 2019 vydala první knihu o podnikatelce Faye Zlatá klec, o rok později následovalo volné pokračování Stříbrná křídla.
Je spolumajitelkou klenotnické společnosti Sahara Silver a také partnerkou ve zdravotnické společnosti Hedda Care. Stojí v čele produkční společnosti Bad Flamingo Studios, spolu s bratry Alexanderem a Bakerem Karimem, která byla založena v roce 2021.
Pomáhá několika neziskovým organizacím, je ambasadorkou švédského fondu pro děti s rakovinou. Její knihy byly vydány ve více než 60 zemích a prodalo se jich přes 29 milionů výtisků.
S druhým manželem Martinem Mellinem a třemi dětmi žije na předměstí Stockholmu.

## Dílo

### Erika Falcková & Patrik Hedström
| Č. | Původní název  | Český název          | Původní publikace | Česká publikace | Vydavatelství | České ISBN             |
| -- | -------------- | -------------------- | ----------------- | --------------- | ------------- | ---------------------- |
| 1  | Isprinsessan   | Ledová princezna     | 2003              | 2009            | Motto         | ISBN 978-80-7246-483-8 |
| 2  | Predikanten    | Kazatel              | 2004              | 2010            | Motto         | ISBN 978-80-7246-515-6 |
| 3  | Stenhuggaren   | Kameník              | 2005              | 2010            | Motto         | ISBN 978-80-7246-537-8 |
| 4  | Olycksfågeln   | Vlastní spravedlnost | 2006              | 2011            | Motto         | ISBN 978-80-7246-571-2 |
| 5  | Tyskungen      | Elsyino tajemství    | 2007              | 2012            | Motto         | ISBN 978-80-7246-596-5 |
| 6  | Sjöjungfrun    | Mořská panna         | 2008              | 2012            | Motto         | ISBN 978-80-7246-671-9 |
| 7  | Fyrvaktaren    | Strážce majáku       | 2009              | 2013            | Motto         | ISBN 978-80-7246-718-1 |
| 8  | Änglamakerskan | Andělíčkářka         | 2011              | 2014            | Motto         | ISBN 978-80-2670-130-9 |
| 9  | Lejontämjaren  | Krotitel             | 2014              | 2015            | Motto         | ISBN 978-80-267-0394-5 |
| 10 | Häxan          | Čarodějnice          | 2017              | 2018            | Motto         | ISBN 978-80-267-1118-6 |
| 11 | Gökungen       | Kukačka              | 2022              | 2023            | Motto         | ISBN 978-80-267-2543-5 |

### Mina Dabiri a Vincent Walder
| Č. | Původní název | Český název | Původní publikace | Česká publikace | Vydavatelství | České ISBN             |
| -- | ------------- | ----------- | ----------------- | --------------- | ------------- | ---------------------- |
| 1  | Box           | Iluze       | 2021              | 2022            | Metafora      | ISBN 978-80-7625-170-0 |
| 2  | Kult          | Kult        | 2022              | 2023            | Metafora      | ISBN 978-80-7625-193-9 |
| 3  | Mirage        | Fantom      | 2023              | 2024            | Metafora      | ISBN 978-80-7625-192-2 |

### Faye
| Č. | Původní název   | Český název      | Původní publikace | Česká publikace | Vydavatelství | České ISBN             |
| -- | --------------- | ---------------- | ----------------- | --------------- | ------------- | ---------------------- |
| 1  | En bur av guld  | Zlatá klec       | 2019              | 2019            | Metafora      | ISBN 978-80-7625-032-1 |
| 2  | Stříbrná křídla | Vingar av silver | 2020              | 2020            | Metafora      | ISBN 9788076253667     |

### Další díla
- 2007 – Snöstorm och mandeldoft (Vražda s vůní mandlí), česky 2013 (Motto, ISBN 978-80-7246-731-0)
- 2018 – Donne che non perdonano (Ženy bez slitování), česky 2020 (Motto, ISBN 978-80-267-1688-4)
- 2021– Gå i fängelse (Nebezpečná hra), česky 2021 (Motto, ISBN 9788026720898)[3]

## Ocenění
V roce 2005 získala cenu Švédský autor roku, o rok později byla oceněna v anketě People’s Literature Award a v roce 2008 získala International Grand Prix de Litterature Policiere.